# Спёй
Спёй (нидерл. Spui) — река в Нидерландах, в провинции Южная Голландия. Протекает между островами Ворне-Пюттен и Хуксевард. Длина — 16 км.
Исторически она отделялась от реки Ауде-Маас в районе города Ауд-Бейерланд и впадала в эстуарий Харингвлит, однако в рамках проекта «Дельта» направление её течения должно смениться на обратное.
Мосты на реке отсутствуют, однако имеется паромная переправа для машин между деревней Хекелинген в муниципалитете Спейкениссе и городом Ньив-Бейерланд в муниципалитете Корендейк, а также паромная переправа для пешеходов и велосипедистов между городом Ауд-Бейерланд и деревней Роон в муниципалитете Албрандсвард.